# Ryan De Vries
Ryan De Vries (sinh ngày 14 tháng 9 năm 1991) là một cầu thủ bóng đá người New Zealand.

## Đội tuyển bóng đá quốc gia New Zealand
Ryan De Vries thi đấu cho đội tuyển bóng đá quốc gia New Zealand từ năm 2015.

## Thống kê sự nghiệp
| Đội tuyển bóng đá New Zealand | Đội tuyển bóng đá New Zealand | Đội tuyển bóng đá New Zealand |
| Năm                           | Trận                          | Bàn                           |
| ----------------------------- | ----------------------------- | ----------------------------- |
| 2015                          | 1                             | 0                             |
| Tổng cộng                     | 1                             | 0                             |